# Anna: 6-18
Anna: 6-18 (Анна: от 6 до 18) è un film del 1993 diretto da Nikita Sergeevič Michalkov.

## Trama
Il regista sceglie di raccontare il periodo denso di cambiamenti della storia russa che va dal 1979 al 1991 attraverso gli occhi della giovane figlia Anna, che sottopone a regolari interviste filmate interrogandola a proposito di ciò che vede, con i suoi occhi infantili, e di ciò che pensa a proposito del suo paese. Lo spettatore assiste alla crescita fisica della bambina che diventa ragazza e infine donna e alla sua crescita mentale rispondendo in modo sempre più elaborato alle stesse domande che il padre le pone periodicamente fin da quando aveva sei anni.
Il regista completa l'opera utilizzando film di famiglia per rendere meglio l'idea allo spettatore del quadro familiare in cui la bambina è cresciuta.